# The road trip to Harvard
The road trip to Harvard es el 25to de la serie de televisión norteamericana Gilmore Girls.

## Resumen del episodio
Lorelai y Rory parten en viaje relámpago por carretera y Lorelai llama a Sookie para informarle de la cancelación de su compromiso, dándole así tiempo a todos los del pueblo para que comenten sobre eso. Las chicas llegan a una posada demasiado amigable para ellas, y en la noche, Rory intenta preguntarle a su madre por qué rompió con Max, y Lorelai afirma que quiso amarlo mucho. A la mañana siguiente, las chicas van a la universidad de Harvard, y Rory está impresionada. Lorelai se pone triste pues ella quiso también estudiar y cumplir sus sueños, aunque se alegra luego de ver que su hija entró en una clase e interactuó como toda una universitaria. Cuando Luke se entera de que Lorelai y Max ya no se van a casar, se emociona tanto que les da café gratis a todos sus clientes. Después de varios días fuera, las Gilmore regresan a casa y Lorelai se pone algo triste pues la pérgola seguía en ella. Lane vuelve de Corea y cuenta que la pasó muy bien, además trajo consigo muchos CD. Lorelai le comunica a Emily de la cancelación de su boda y se anima a dar un gran paso en su vida: le dice a Sookie para empezar a trabajar en lo de su posada propia.

## Errores
- Sookie habla por el móvil en Luke's y él no se queja. ¿Qué pasó con su regla de "no móviles"?
- Mientras Rory consulta el mapa y dice que se aproximan a una ciudad de Nueva Hampshire, en realidad está viendo un mapa de Long Island, New York.
- Cuando Rory voltea luego de ser sorprendida por Ladawn, lo hace hacia la derecha, pero en la siguiente escena, ha volteado hacia la izquierda.
- Al volver del baño, Lorelai tiene un momento conmovedor al fijarse en la foto de Erika Hilson Palmer, la valedictorian de la promoción de 1990. Este es el año en el que Lorelai se habría graduado si hubiera ido a la universidad en lugar de dejar el instituto y tener a Rory. Es un recordatorio de que su gran sueño siempre fue ir a Harvard.
- En la vida real, la Universidad de Harvard no tiene valedictorians en sus promociones.

- Datos: Q11704449